# مايك بيرسون (لاعب كرة قدم أمريكية)
مايك بيرسون (بالإنجليزية: Mike Pearson)‏ هو لاعب كرة قدم أمريكية ولاعب كرة قدم كندية أمريكي، ولد في 22 أغسطس 1980 في تامبا في الولايات المتحدة.

## وصلات خارجية
- مايك بيرسون على موقع مرجع كرة القدم المحترفة.كوم (الإنجليزية)